# UFC 221
UFC 221: Romero vs. Rockhold（ユーエフシー・ツートゥエンティワン：ロメロ・バーサス・ロックホールド）は、アメリカ合衆国の総合格闘技団体「UFC」の大会の一つ。2018年2月11日、オーストラリア・西オーストラリア州パースのパース・アリーナで開催された。

## 大会概要
本大会ではヨエル・ロメロとルーク・ロックホールドのUFC世界ミドル級暫定王座決定戦が組まれた。
キャリア11戦全勝のAustralian FCミドル級王者イスラエル・アデサニヤがUFCデビュー。

## 試合結果

### アーリープレリム
第1試合 ウェルター級 5分3R
○  ルーク・ジュモー vs.  阿部大治 ×
3R終了 判定3-0（29-28、29-27、28-27）
第2試合 バンタム級 5分3R
○  ホセ・キニョネス vs.  石原夜叉坊 ×
3R終了 判定3-0（30-27、29-28、29-28）
第3試合 ライト級 5分3R
○  ロス・ピアソン vs.  廣田瑞人 ×
3R終了 判定3-0（30-27、30-27、29-28）

### プレリミナリーカード
第4試合 フライ級 5分3R
○  ジュシー・フォルミーガ vs.  ベン・グエン ×
3R 1:43 TKO（リアネイキドチョーク）
第5試合 フェザー級 5分3R
○  アレクサンダー・ヴォルカノフスキー vs.  ジェレミー・ケネディ ×
2R 4:57 TKO（パウンド）
第6試合 ミドル級 5分3R
○  イスラエル・アデサンヤ vs.  ロブ・ウィルキンソン ×
2R 3:37 TKO（スタンドパンチ連打）
第7試合 ライト級 5分3R
○  “マエストロ”キム・ドンヒョン vs.  ダミアン・ブラウン ×
3R終了 判定2-1（29-28、28-29、29-28）

### メインカード
第8試合 ライトヘビー級 5分3R
○  タイソン・ペドロ vs.  サパルベク・サファロフ ×
1R 3:54 キムラロック
第9試合 ウェルター級 5分3R
○  ジェイク・マシューズ vs.  リー・ジンリャン ×
3R終了 判定3-0（29-28、30-26、30-26）
第10試合 ヘビー級 5分3R
○  タイ・トゥイバサ vs.  シリル・アスカー ×
1R 2:18 TKO（右肘打ち連打）
第11試合 ヘビー級 5分3R
○  カーティス・ブレイズ vs.  マーク・ハント ×
3R終了 判定3-0（30-26、30-26、29-27）
第12試合 UFC世界ミドル級暫定王座決定戦 5分5R
○  ヨエル・ロメロ vs.  ルーク・ロックホールド ×
3R 1:48 KO（左フック→パウンド）

### 各賞
ファイト・オブ・ザ・ナイト： ジェイク・マシューズ vs. リー・ジンリャン
パフォーマンス・オブ・ザ・ナイト： イスラエル・アデサンヤ、ジュシー・フォルミーガ
各選手にはボーナスとして5万ドルが授与された。

### カード変更
負傷などによるカードの変更は以下の通り。